# Álex Graneri
Álex Graneri (23 de febrero de 2003) es un deportista español que compite en piragüismo en la modalidad de aguas tranquilas. Ganó dos medallas en el Campeonato Europeo de Piragüismo, en los años 2024 y 2025.

## Palmarés internacional
| Campeonato Europeo | Campeonato Europeo       | Campeonato Europeo | Campeonato Europeo |
| Año                | Lugar                    | Medalla            | Competición        |
| ------------------ | ------------------------ | ------------------ | ------------------ |
| 2024               | Szeged (Hungría)         | Medalla de bronce  | K4 1000 m          |
| 2025               | Račice (República Checa) | Medalla de plata   | K1 500 m           |